# Kisei 2026
Il Kisei 2026 è la 50ª edizione del torneo goistico giapponese Kisei, ovvero il titolo di maggior prestigio del go professionistico giapponese. Il torneo è iniziato nel febbraio 2025 e si concluderà nel marzo 2026.
Il torneo prevede quattro leghe (C, B, A ed S) i cui vincitori si affrontano a eliminazione diretta per ottenere il titolo di sfidante: la finale, al meglio dei sette incontri, si disputa tra questo sfidante e il detentore del titolo, Ichiriki Ryo.

## Fase preliminare
- B indica vittoria col bianco
- N indica vittoria col nero
- X indica la sconfitta
- +R indica che la partita si è conclusa per abbandono
- +N indica lo scarto dei punti a fine partita
- +F indica la vittoria per forfeit
- +T indica la vittoria per timeout
- +? indica una vittoria con scarto sconosciuto
- V indica una vittoria in cui non si conosce scarto e colore del giocatore

### Lega C
La Lega C comprende 32 goisti che si affrontano in cinque turni di gioco; ciascun goista smette di giocare non appena viene sconfitto tre volte. I goisti con risultato negativo (0-3, 1-3 o 2-3) dovranno affrontare dei tornei preliminari per qualificarsi alla Lega C dell'anno prossimo; i goisti con punteggio di 3-2 restano nella Lega C per l'anno prossimo; i goisti con punteggi 4-1 o 5-0 si qualificano per la lega B dell'anno successivo; il goista con il punteggio di 5-0 ottiene il diritto di sfidare i vincitori delle leghe superiori per diventare lo sfidante.

### Lega B1
| Giocatore         | RK  | WB  | CU  | HT    | RS    | SY    | KI    | NT    | Risultato | Note                                                  |
| ----------------- | --- | --- | --- | ----- | ----- | ----- | ----- | ----- | --------- | ----------------------------------------------------- |
| Rin Kanketsu 8d   | –   | N+R | X   | X     | B+0,5 | X     | B+R   | N+0,5 | 4-3       | 3                                                     |
| Wu Boyi 6d        | X   | –   | N+R | X     | +F    | X     | N+4,5 |       | 3-3       |                                                       |
| Cho U 9d          | N+R | X   | –   | N+0,5 | B+R   | N+1,5 | B+R   | N+R   | 6-1       | 1 Qualificato al playoff per il torneo degli sfidanti |
| Hirata Tomoya 8d  | B+R | N+R | X   | –     | N+5,5 | X     | N+R   | X     | 4-3       |                                                       |
| Ryu Shikun 9d     | X   | X   | X   | X     | –     | X     | X     | N+0,5 | 1-6       | Retrocesso alla Lega C del Kisei 2027                 |
| Sakai Yuki 6d     | B+R | N+R | X   | B+R   | N+R   | –     |       | B+2,5 | 5-1       | 2 Promosso alla Lega A del Kisei 2027                 |
| Ko Iso 9d         | X   | X   | X   | X     | N+4,5 |       | –     | N+R   | 2-4       | Retrocesso alla Lega C del Kisei 2027                 |
| Nishi Takenobu 6d | X   |     | X   | N+R   | X     | X     | X     | –     | 1-5       | Retrocesso alla Lega C del Kisei 2027                 |

### Lega B2
| Giocatore           | FA    | AT    | ST    | OY  | SA  | KY    | YL    | ST    | Risultato | Note                                                  |
| ------------------- | ----- | ----- | ----- | --- | --- | ----- | ----- | ----- | --------- | ----------------------------------------------------- |
| Fujita Akihiko 8d   | –     | X     | N+3,5 | X   | X   | X     | X     | B+1,5 | 2-5       | Retrocesso alla Lega C del Kisei 2027                 |
| Adachi Toshimasa 7d | N+1,5 | –     | X     | X   | B+R | X     | X     |       | 2-4       |                                                       |
| Shida Tatsuya 8d    | X     | N+R   | –     | X   | X   |       | B+R   | X     | 2-4       |                                                       |
| Otake Yu 7d         | N+2,5 | B+R   | N+R   | –   | B+R | N+3,5 |       | X     | 5-1       | 1 Qualificato al playoff per il torneo degli sfidanti |
| Sada Atsushi 7d     | B+7,5 | X     | B+0,5 | X   | –   | B+R   | X     | B+R   | 4-3       |                                                       |
| Koike Yoshihiro 7d  | N+1,5 | B+R   |       | X   | X   | –     | B+1,5 | X     | 3-3       |                                                       |
| Yi Liao 4d          | B+4,5 | N+1,5 | X     |     | B+R | X     | –     | B+2,5 | 4-2       |                                                       |
| Seto Taiki 8d       | X     |       | N+5,5 | B+R | X   | B+0,5 | X     | –     | 3-3       |                                                       |

### Lega A
| Giocatore           | SM    | TS  | IA    | HY    | MD    | HA  | MK    | KK  | Risultato | Note                                                        |
| ------------------- | ----- | --- | ----- | ----- | ----- | --- | ----- | --- | --------- | ----------------------------------------------------------- |
| Son Makoto 7d       | –     |     | X     | X     | X     | X   | X     | N+R | 1-5       | Retrocesso alla Lega B del Kisei 2027                       |
| Takao Shinji 9d     |       | –   | N+0,5 | X     | N+R   | B+R | N+R   | B+R | 5-1       | 1 Qualificato ai quarti di finale del torneo degli sfidanti |
| Ida Atsushi 9d      | N+R   | X   | –     | N+2,5 | X     | X   | X     |     | 2-4       |                                                             |
| Hirose Yuichi 7d    | B+R   | N+R | X     | –     | N+R   |     | X     | X   | 3-3       |                                                             |
| Murakawa Daisuke 9d | N+R   | X   | N+R   | X     | –     | X   | B+1,5 | X   | 3-4       |                                                             |
| Hon Akiyoshi 5d     | B+R   | X   | B+R   |       | B+1,5 | –   | X     | X   | 3-3       |                                                             |
| Motoki Katsuya 9d   | N+1,5 | X   | N+1,5 | B+R   | X     | B+R | –     | N+R | 5-1       | 2 Promosso alla Lega S del Kisei 2026                       |
| Koyama Kuya 7d      | X     | X   |       | N+R   | B+0,5 | N+R | X     | –   | 3-3       | 4                                                           |

### Lega S
| Giocatore              | IY  | ST | KK  | YZ  | YK    | KR  | Risultato | Note                                                |
| ---------------------- | --- | -- | --- | --- | ----- | --- | --------- | --------------------------------------------------- |
| Iyama Yuta Oza         | –   |    | X   | X   | B+2,5 | N+R | 2-2       |                                                     |
| Shibano Toramaru Judan |     | –  | N+R | B+R | N+R   | B+R | 4-0       | 1 Qualificato alla finale del torneo degli sfidanti |
| Kyo Kagen 9d           | N+R | X  | –   | N+R |       |     | 2-1       |                                                     |
| Yu Zhengqi 8d          | B+R | X  | X   | –   | N+1,5 |     | 2-2       |                                                     |
| Yamashita Keigo 9d     | X   | X  |     | X   | –     | N+R | 1-3       | Retrocesso alla Lega A del Kisei 2027               |
| Kono Rin 9d            | X   | X  |     |     | X     | –   | 0-3       | Retrocesso alla Lega A del Kisei 2027               |